# Родионова, Анна Сергеевна
А́нна Серге́евна Родио́нова (р. 29 марта 1945) — советская и российская сценаристка, драматург, актриса и педагог.

## Биография
В кино начала сниматься с 14 лет. Всесоюзную известность получила в шестнадцатилетнем возрасте в роли Маши Канарейкиной в фильме «Друг мой, Колька!» (1961).
После окончания школы выбрала профессию драматурга. Её дипломная работа, пьеса «Была весна 16-го года» поставлена в театре Моссовета в 1970 году (постановщики Ю. Завадский, Н. Мокин, композитор В. Дашкевич), в ролях: А. Адоскин (Ганс), В. Сулимов (Семён), В. Бутенко (Фёдор) Н. Пшенная (Лиза, Маруся), М. Терехова (Лиза), Н. Лебедев (солдат), И. Соколова, О. Щетинин и др.
Написала сценарии популярных фильмов «Школьный вальс» (1978) и «Карнавал» (1981).
В советское время и позже значительное время жила в посёлке Абабурове Московской области. Была соседкой первого мэра Москвы Гавриила Попова. Своих двоих детей и троих детей Анны Родионовой и Сергея Коковкина Попов ежедневно подвозил утром на своей машине до школы.
Занимается преподаванием, в том числе в университетах США.
В настоящее время ведет сценарное и актёрское мастерство и кинодраматургию в Московском Институте Телевидения и Радиовещания «Останкино».

### Семья
- Первый муж — Марк Аронович Кушнирович (р. 1937), историк кино, критик, сценарист.
  - трое детей
- Второй муж — Сергей Борисович Коковкин (р. 1938), советский и российский актёр, театральный режиссёр, драматург.
  - дочь

## Участие в творческих организациях
- Член Союза кинематографистов СССР
- Член Союза писателей СССР
- Член Союза театральных деятелей Российской Федерации

## Фильмография

### Актриса
- 1959 — Утренний рейс
- 1961 — Друг мой, Колька! — Маша Канарейкина
- 1962 — Дикая собака динго — Женя Белякова
- 1962 — Мост
- 1964 — До свидания, мальчики! — Катя, подруга Саши
- 1978 — Школьный вальс — молодая учительница (нет в титрах)
- 1997 — Война окончена. Забудьте...

### Сценарист
- 1977 — Кошка на радиаторе (фильм-спектакль)
- 1973 — Девочка Надя (пьеса в 2-х действиях)
- 1978 — Школьный вальс
- 1981 — Карнавал
- 1981 — Переходный возраст
- 1982 — Свадебное путешествие перед свадьбой
- 1984 — Институт бабушек (фильм-спектакль)
- 1992 — Короткое дыхание любви (в соавторстве с Сергеем Коковкиным)